# Hyde Amendment
Das Hyde Amendment ist die Kurzbezeichnung für eine US-amerikanische bundesgesetzliche Regelung, die es bis auf wenige Ausnahmen untersagt, für Schwangerschaftsabbrüche staatliche Mittel bereitzustellen. Den Namen erhielt die Regelung durch ihren Urheber, den Kongressabgeordneten Henry Hyde, und wurde erstmals 1976 und seitdem jedes Jahr in Form eines Zusatzes (englisch amendment) zum jährlichen Gesetz über die Bundesausgaben (Appropriations Bill) eingeführt. Außer in Fällen, in denen die Schwangerschaft durch Vergewaltigung oder Inzest entstanden ist oder das Leben der Schwangeren gefährdet, dürfen demnach keine Mittel aus dem Bundesprogramm Medicaid eingesetzt werden.
Vor der Verabschiedung des Patient Protection and Affordable Care Act, der umfassenden Gesundheitsreform der Regierung Obama, bemühten sich die Kongressabgeordneten Bart Stupak (Demokrat) und Joseph R. Pitts (Republikaner), diesem Gesetz eine Erweiterung zu geben, die die Formulierung des Hyde Amendment für dieses neue Gesundheitsgesetz festgeschrieben hätte, da Stupak (wohl zu Unrecht) fürchtete, die Gesundheitsreform würde die Bestimmungen des Hyde Amendments aussetzen. Nach heftigen Protesten wurde dieser Zusatz, der nach seinen Urhebern Stupak-Pitts Amendment genannt und vom Repräsentantenhaus beschlossen wurde, in der endgültigen vom Senat abgestimmten Gesetzesvorlage nicht aufgenommen. Stattdessen erhielten die Initiatoren die Zusage Obamas, eine Executive Order, also eine Verwaltungsanordnung, zu erlassen, in der er den Gebrauch von Bundesmitteln für Schwangerschaftsabbrüche wie bisher ausschließt. Mit der Executive Order 13535 vom 21. März 2010 erfüllte Obama diese Zusage.

Bundesstaaten, die Finanzhilfen für Schwangerschaftsabbrüche erlauben; dunkelblau: bundesstaatliche Entscheidung; hellblau: gerichtliche Anordnung

In 17 Bundesstaaten gibt es (Stand 2016) eine Erweiterung des bundesstaatlichen Medicaid-Programms, das staatliche finanzielle Hilfen für Schwangerschaftsabbrüche zulässt. Das sind die Staaten Alaska, Kalifornien, Connecticut, Hawaii, Illinois, Maine, Maryland, Massachusetts, Minnesota, Montana, New Jersey, New Mexico, New York, Oregon, Vermont und Washington. Dagegen verbietet South Dakota (Stand 2016) den Einsatz von Staatsmitteln – entgegen der bundesstaatlichen Rahmengesetzgebung – auch in Fällen von Vergewaltigung und Inzest.
Die Regelung wurde im US-Präsidentschaftswahlkampf 2016 kontrovers diskutiert. Hillary Clinton, die Kandidatin der Demokraten, setzte sich in ihrem Wahlprogramm für eine Abschaffung des Hyde Amendment ein, unterstützt von Frauenrechtsorganisationen wie EMILY’s List oder Planned Parenthood, die für sie im Januar 2016 deshalb erstmals überhaupt eine Wahlempfehlung aussprachen. Ihr katholischer Running Mate Tim Kaine, der persönlich aus religiösen Gründen gegen Schwangerschaftsabbrüche ist, sich aber politisch für das Wahlrecht der Schwangeren (Pro-Choice) einsetzt, erklärte hingegen während des Wahlkampfs im Juli 2016, gegen eine Abschaffung zu sein. Anfang August 2016 räumte er seine Position und erklärte, Clintons politisches Programm generell mitzutragen.
Joe Biden, der Vizepräsident Barack Obamas, vertritt als katholischer Demokrat dieselbe Position wie Kaine zu Schwangerschaftsabbrüchen und trug als langjähriger US-Senator stets das Hyde Amendment mit. Seine Position wurde im Juni 2019 angegriffen, da er als Umfrageführender seiner Partei in ihrer Präsidentschaftsvorwahl für 2020, seine Unterstützung für das Hyde Amendment bekräftigte. Seine Position unterschied sich von derjenigen der meisten seiner parteiinternen Mitbewerber, des Democratic National Committee und der Mehrheit der Demokraten im Repräsentantenhaus der Vereinigten Staaten, die sich für eine Aufhebung einsetzten, und zog Empörung von Frauenrechtsgruppen auf sich. Biden änderte daraufhin seine Position und begründete seine nun folgende Unterstützung für Bundesmittel zu Schwangerschaftsabbrüchen entgegen dem Hyde Amendment mit den geänderten Umständen, unter anderem der Verschärfung von Abtreibungsverboten in einigen republikanisch dominierten Bundesstaaten.